# Stor Hånakken
Der Stor Hånakken (norwegisch für Großer Hainacken, in Australien Mount Bennett) ist ein 1970 m hoher und markanter Berg im ostantarktischen Enderbyland. Er ragt im Zentrum der Napier Mountains auf.
Norwegische Kartografen, die dem Berg auch seinen deskriptiven Namen gaben, kartierten ihn anhand von Luftaufnahmen, die zwischen Januar und Februar 1937 im Rahmen der Lars-Christensen-Expedition 1936/37 entstanden. Teilnehmer einer vom australischen Geodäten Sydney Lorrimar Kirkby (1933–2024) geleiteten Kampagne im Rahmen der Australian National Antarctic Research Expeditions besuchten ihn 1960. Namensgeber der australischen Benennung ist Kenneth Lyle Bennett (1936–2023), Funker auf der Davis-Station im Jahr 1969.